# Sefton
Sefton (Metropolitan Borough of Sefton) is een Engels district in het stedelijk graafschap (metropolitan county) Merseyside en telt 275.000 inwoners. De oppervlakte bedraagt 155 km².
Van de bevolking is 18,9% ouder dan 65 jaar. De werkloosheid bedraagt 4,0% van de beroepsbevolking (cijfers volkstelling 2001).

## Geschiedenis
Het stedelijke district Sefton is op een bijzondere wijze tot stand gekomen. In het huidige Sefton lagen twee zogenaamde County Boroughs, Southport en Bootle. County Boroughs waren autonome steden binnen een graafschap. Tijdens de grote reorganisatie van het lokale bestuur in Engeland in 1974, werden de County Boroughs afgeschaft. Southport en Bootle zouden dus ingedeeld worden in een district van Lancashire. In Southport zag men dit niet zitten, omdat men een aanzienlijk deel van de autonomie (met name op het gebied van onderwijs, sociale zaken) zou moeten inleveren ten gunste van het graafschap Lancashire.
Echter vlak bij Southport werd tezelfdertijd het nieuwe stedelijke graafschap Mersyside rond Liverpool opgericht. In Southport wilde men als stedelijk district onderdeel uitmaken van dit nieuwe stedelijke graafschap. Stedelijke districten hadden namelijk meer bevoegdheden dan niet-stedelijke districten. Het probleem was echter dat Southport niet aan het beoogde Merseyside grensde, en men niet het minimumaantal inwoners van 250.000 inwoners had. Dit werd opgelost door samen met de dicht bij Liverpool gelegen County Borough Bootle en enkele andere tussengelegen districten aansluiting te zoeken bij Merseyside als het nieuwe stedelijke district Sefton, wat in 1974 deel uit ging maken van Merseyside.

## Plaatsen in district Sefton
Ainsdale, Birkdale, Blowick, Blundellsands, Bootle, Churchtown, Crosby, Crossens, Ford, Great Crosby, Litherland, Little Crosby, Lunt, Marshside, Netherton,  Orrell, Seaforth, Southport, Waterloo, Woodvale.

## Civil parishesin district Sefton
Aintree Village, Formby, Hightown, Ince Blundell, Little Altcar, Lydiate, Maghull, Melling, Sefton, Thornton.